# Алексієвське (Волзький район)
Алексі́євське (рос. Алексеевское, марій. Усола) — село у складі Волзького району Марій Ел, Росія. Входить до складу Емековського сільського поселення.

## Населення
Населення — 46 осіб (2010; 49 у 2002).
Національний склад (станом на 2002 рік):
- росіяни — 90 %